# 東京北医療センター
東京北医療センター（とうきょうきたいりょうせんたー）は、東京都北区に位置する医療機関。公益社団法人地域医療振興協会(JADECOM) が運営を行っている病院である。国立病院東京災害医療センターに移転統合した国立王子病院の跡地に設立された。

## 沿革
国立王子病院の跡地は社会保険庁に譲渡され、社会保険庁は品川区にあった社会保険都南総合病院を移転させて新たに公設民営型の病院を建設することとした。委託先はそれまでの全国社会保険協会連合会から地域医療振興協会へと変更になった。
- 2004年4月22日 - 東京北社会保険病院として診療開始。
- 2009年2月27日 - 東京都災害拠点病院の指定を受ける[注釈 1]。
- 2014年3月10日 - 2009年の社会保険庁の廃止に伴い、東京北医療センターに改称。
- 2018年8月 - 地域医療支援病院の指定を受ける。

## 診療科
- 総合診療科
- 循環器内科
- 消化器内科
- 呼吸器内科
- 脳神経内科
- 腎臓内科
- 血液内科
- 糖尿病内科
- 外科
  - 一般外科部門
    - 乳腺・内分泌外科
    - 肺外科

  - 消化器外科部門
    - 食道・胃腸外科
    - 大腸・肛門外科
    - 肝臓・胆のう・膵臓外科
    - 内視鏡外科
- 小児科
- 産婦人科
- 小児外科
- 整形外科
- 耳鼻咽喉科
- 眼科
- 泌尿器科
- 皮膚科
- 脳神経外科
- 救急科
- 麻酔科
- 放射線診断科
- リハビリテーション科
- 病理診断科

## 病院機能指定
- 保険医療機関
- 労災保険指定医療機関
- 指定自立支援医療機関（更生医療・精神通院医療）
- 身体障害者福祉法指定医の配置されている医療機関
- 精神保健指定医の配置されている医療機関
- 生活保護法指定医療機関
- 結核指定医療機関
- 原子爆弾被害者医療指定医療機関
- 原子爆弾被害者一般疾病医療取扱医療機関
- 公害医療機関
- 災害拠点病院
- 臨床研修指定病院
- 特定疾患治療研究事業委託医療機関
- 小児慢性特定疾患治療研究事業委託医療機関
- 地域医療支援病院

## 費用負担
- 初診時に紹介状がない場合や最終来院日より3ヶ月以上経過し医学的に初診と判断される場合は、保険外併用療養費として7700円が別途加算される。
- 会計ではクレジットカード（Visa、マスターカード、ダイナースクラブ、アメリカン・エキスプレス、ジェーシービー、NICOS、DCカード）とデビットカード（J-Debit）が使える。1階にATMもある。

## 交通アクセス
- 北赤羽駅（JR埼京線）赤羽口より徒歩約5分。
- 赤羽駅（JR東日本）より
  - 徒歩約15分
  - 北区コミュニティバス浮間ルートで東京北医療センター下車
  - 国際興業バス 赤01・赤85・赤02・赤83・赤84で東京北医療センター入口下車、徒歩3分。

※バス停名は病院名変更と同時に変更された
- 赤羽岩淵駅（東京メトロ南北線・埼玉高速鉄道）より徒歩約15分。